# Asplenium scolopendrium
La lengua cervina (Asplenium scolopendrium)  es una especie de helecho de la familia Aspleniaceae. Es originaria del Hemisferio Norte.

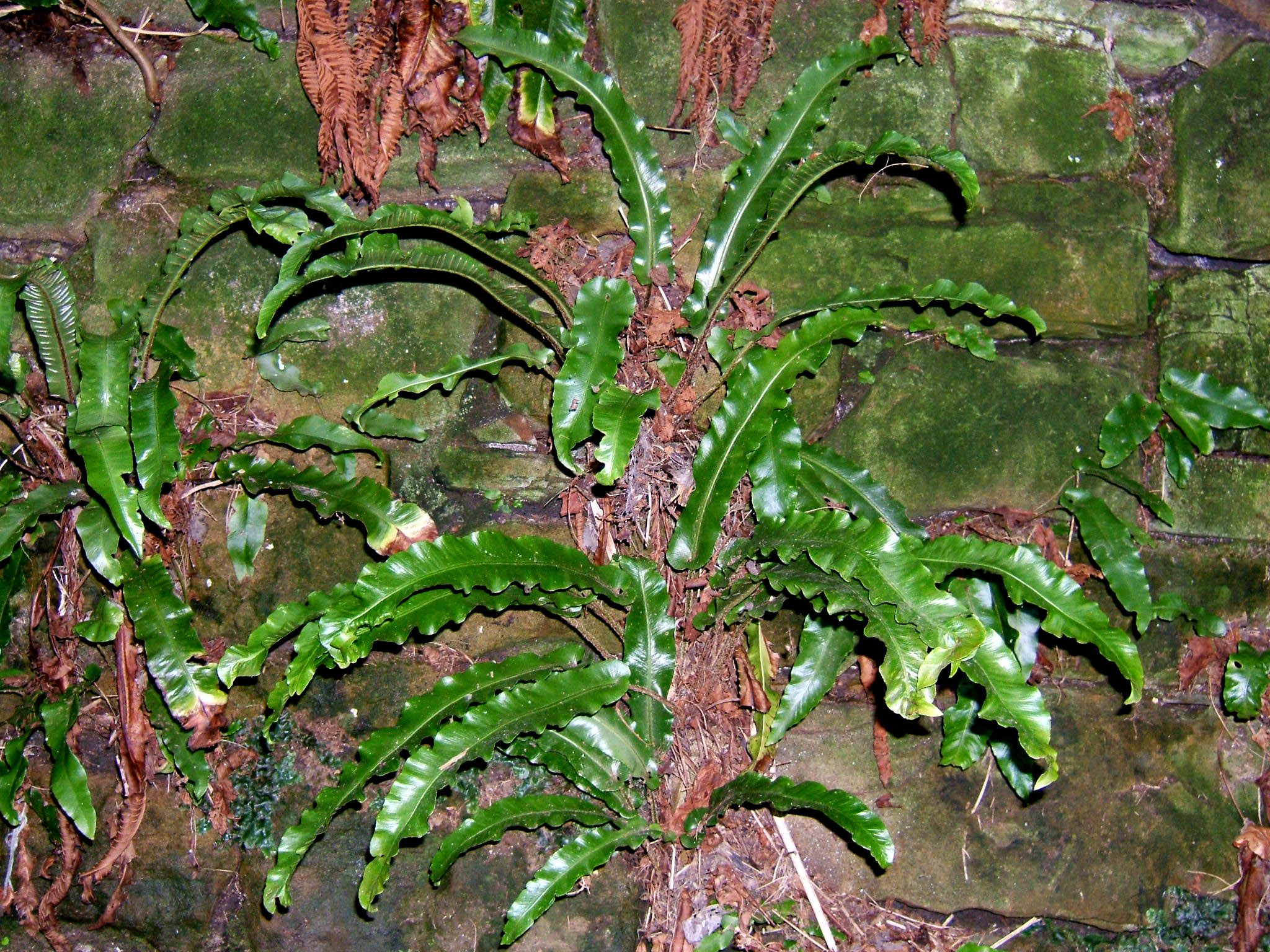
Detalle de la planta

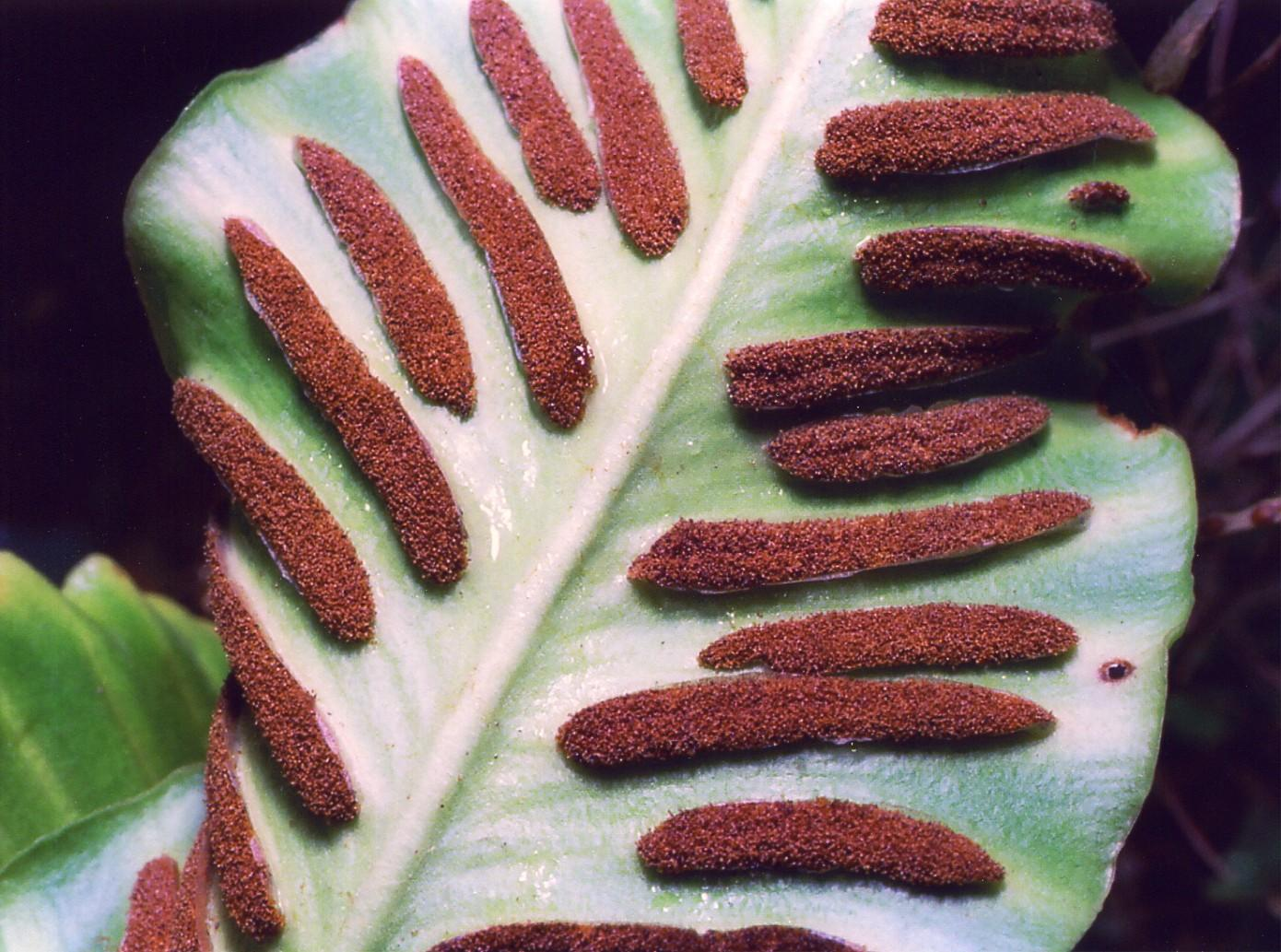
Soros

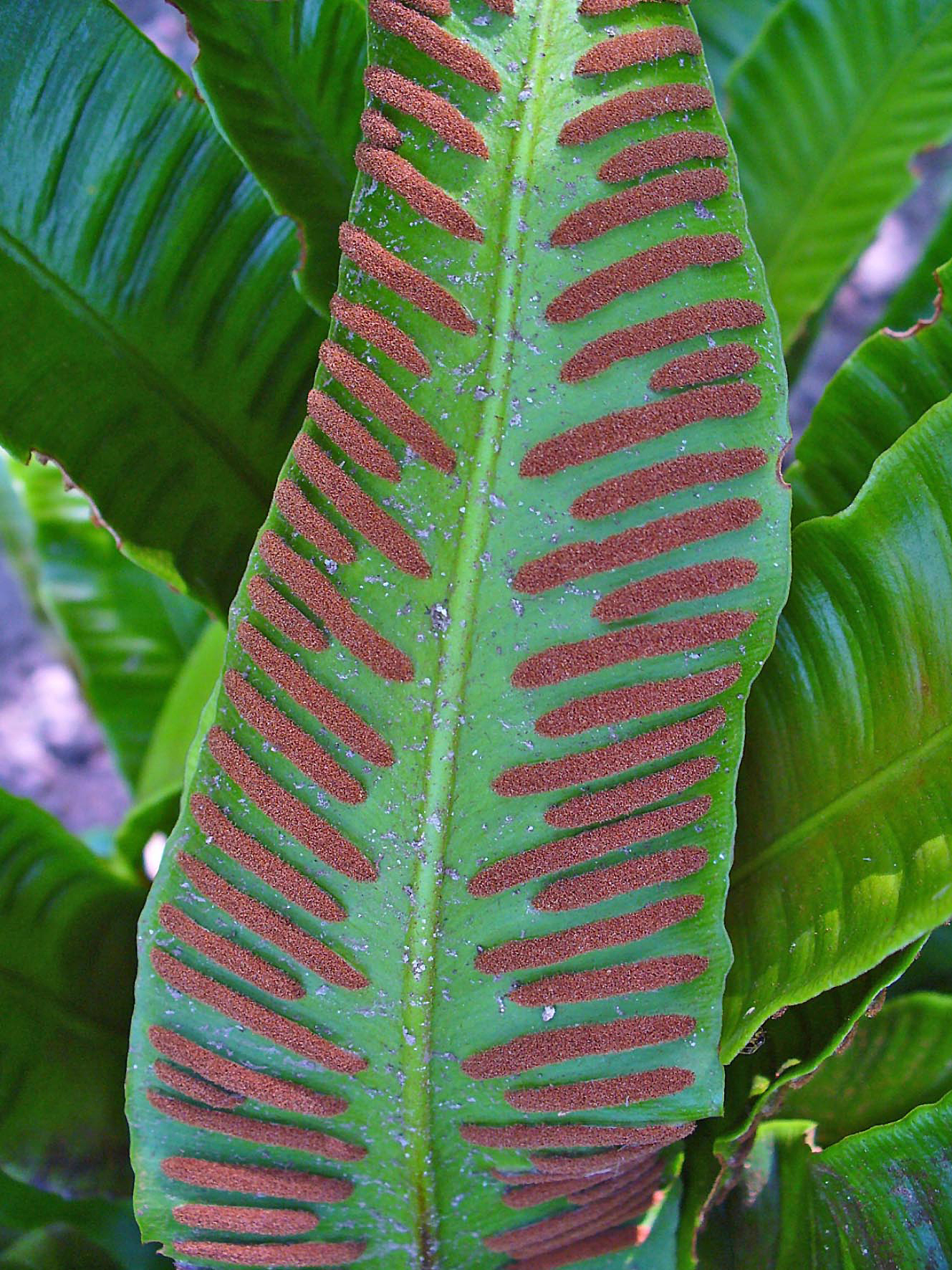
Soros

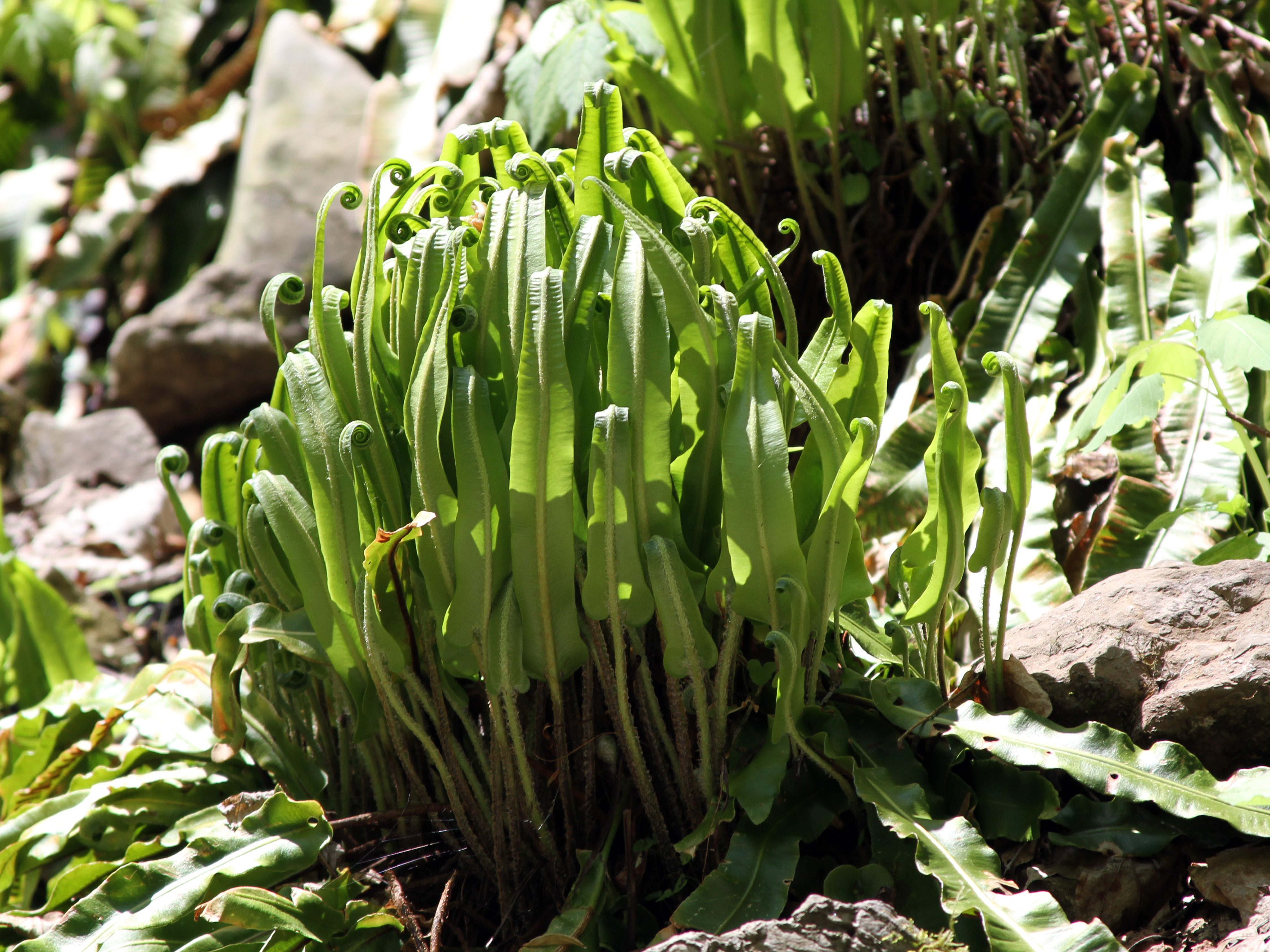
Vista de la `planta

## Descripción
Helecho fácilmente identificable, ya que sus frondes no están divididas y subdivididas en segmentos, como los están  casi todas las  plantas de este tipo. Rizoma alargado, recubierto de páleas de color castaño. Frondes simples, 4 o 6 veces más largas que anchas, lanceoladas, onduladas y lobuladas en la base, de un verde más intenso por el haz que por el envés. Pecíolo y raquis escamosos. Soros grandes en líneas paralelas entre sí y oblicuas al eje central.

## Hábitat
Bosques densos y sombríos.

## Usos
En infusión, detiene la diarrea y reduce las inflamaciones intestinales. En gargarismos es útil contra las inflamaciones de boca y garganta.

## Taxonomía
Asplenium scolopendrium fue descrita por Carlos Linneo  y publicado en Species Plantarum 2: 1079. 1753.
Etimología
Ver: Asplenium
scolopendrium: epíteto derivado de las palabras griegas: σκολοπεντρα, scolopendra = "ciempiés, cochinilla" y el sufijo -Ιος, ius = "parecido".
Sinonimia
- Phyllitis scolopendrium (L.) Newman
- Scolopendrium   phyllitis Roth   [1799, Tent. Fl. Germ., 3 (1) : 47]
- Scolopendrium officinarum Sw. [1802, J. Bot. (Schrader), 1800 (2) : 61]
- Scolopendrium lingua Cav. [1802, Descr. : 253]
- Phyllitis vulgaris Hill [1757, Brit. Herb. : 525]
- Scolopendrium vulgare Sm. [1793, Mém. Acad. Roy. Sci. (Turin), 5 : 421]
- Scolopendrium officinale DC. in Lam. & DC. [1805, Fl. Franç., éd. 3, 2 : 552] [nom. illeg.]
- Glossopteris scolopendrium (L.) Raf. [1815, Chloris Aetn. : 13]
- Blechnum linguifolium Stokes [1812, Bot. Mat. Med., 4 : 616] [nom. illeg.]
- Asplenium elongatum Salisb.[4][5]
- Asplenium altajense (Kom.) Grubov
- Asplenium sarelii Hook.
- Asplenium sarelii f. altajense Kom.
- Asplenium scolopendrium var. americanum (Fernald) Kartesz & Gandhi
- Asplenium scolopendrium var. lindenii (Hook.) Viane, Rasbach & Reichstein
- Phyllitis fernaldiana Á. Löve
- Phyllitis japonica Kom.
- Phyllitis japonica subsp. americana (Fernald) Á. Löve & D. Löve
- Phyllitis lindenii (Hook.) Maxon
- Phyllitis scolopendrium var. americanum Fernald
- Phyllitis scolopendrium var. lindenii (Hook.) Fernald[6]

## Nombres comunes
- Castellano: culantrillo real de los Pirineos, escolopedria, escolopendra, escolopendria, herbados escaldados, hierba de la sangre, hierba del bazo, hojas de ciervo, lengua cerval, lengua cervina, lengua cervuna, lengua de ciervo, lengua de ciervo recortada, melsera, yerba cervina, yerba del músico, yerba melsera.[4]